# Oleksandrivka, Sumî
Oleksandrivka (în ucraineană Олександрівка) este un sat în comuna Pidlisnivka din raionul Sumî, regiunea Sumî, Ucraina.

## Demografie
Componența lingvistică a localității Oleksandrivka
     Ucraineană (96,17%)
     Rusă (3,35%)
     Alte limbi (0,48%)
Conform recensământului din 2001, majoritatea populației localității Oleksandrivka era vorbitoare de ucraineană (96,17%), existând în minoritate și vorbitori de rusă (3,35%).